# (36624) 2000 QA157
2000 QA157 (asteroide 36624) é um asteroide troiano de Júpiter. Possui uma excentricidade de 0.02222980 e uma inclinação de 26.24256º.
Este asteroide foi descoberto no dia 31 de agosto de 2000 por LINEAR em Socorro.